# Saif al-Adel
Saif al-Adel (governatorato di al-Manufiyya, 11 aprile 1960) è un terrorista egiziano, emiro generale di Al-Qaida dal 2 agosto 2022, nominato subito dopo la morte di Ayman al-Zawahiri.
Saif al-Adel è ricercato da molti anni dagli Stati Uniti per essere stato uno degli organizzatori degli attentati alle ambasciate statunitensi del 1998, secondo l'FBI al-Adel è nato l'11 aprile 1960 ed è un ex colonnello dell'esercito egiziano. Si è unito ad Al-Qaida negli anni '90 e fu uno stretto collaboratore di Osama bin Laden e successivamente anche di Ayman al-Zawahiri.

## Biografia
Saif al-Adel è nato in un posto ignoto dell'Egitto l'11 aprile 1960 (o 1963 secondo alcune fonti). Negli anni '80 è stato colonnello dell'esercito egiziano. La sua carriera da terrorista inizia nel 1987, quando venne accusato di aver tentato di rovesciare il governo egiziano. Fu processato immediatamente, ma venne assolto dalle accuse. L'anno successivo, nel 1988, anno della fondazione di Al-Qaida, si trasferì in Afghanistan e combatté durante la guerra sovietico-afghana con l'obiettivo di difendere l'Islam sunnita. Nel 1991 si è unito ad Al-Qaida. La sua identità ancora oggi è un mistero: si pensa che Saif al-Adel non sia il suo vero nome e che sia solamente un nome di battaglia. Secondo le autorità egiziane, il suo vero nome è Mohammed Salah al-Din Zaidan; secondo l'FBI invece è Muhammad Ibrahim Makkawi.
Nel 1998 organizzò gli attentati alle ambasciate statunitensi in Kenya e Tanzania e divenne così un ricercato internazionale. Nel 2001 fu uno dei pochi militanti di Al-Qaida che si opposero agli attentati dell'11 settembre 2001. Adel è uno dei terroristi più ricercati dall'FBI sin dall'inizio del 2001: infatti l'ente offre fino a 10 milioni di dollari per informazioni sulla sua posizione. Dopo l'11 settembre, Adel si è trasferito in Iran, a Tehran dove vive ancora oggi. Il 31 luglio 2022, l'emiro generale di Al-Qaida Ayman al-Zawahiri viene ucciso con un drone a Kabul, in Afghanistan, dove era protetto dai Talebani; Al-Qaida ha confermato immediatamente la sua morte e tre giorni dopo, il 2 agosto, ha nominato Saif al-Adel suo successore.